# Tonight, Tonight
Tonight, Tonight (Englisch für heut‘ Nacht, heut‘ Nacht) ist ein Song der US-amerikanischen Alternative-Rock-Band The Smashing Pumpkins aus dem Jahre 1995 von deren erfolgreichstem Doppelalbum Mellon Collie and the Infinite Sadness. Tonight, Tonight war in den Charts mehrerer Länder platziert, mit Platz 2 in den neuseeländischen Charts als höchster Position. Das für den Song gedrehte Musikvideo der Produzenten Flood, Alan Moulder und Billy Corgan wurde mit mehreren internationalen Preisen ausgezeichnet.
Eine gekürzte Akustikversion mit dem Titel Tonite Reprise wurde später als B-Seite der Single herausgebracht. Darüber hinaus befand sich dieser Titel auf der 3-LP-Version von Mellon Collie and the Infinite Sadness sowie in einer Extended-Fassung im 1996 erschienenen Boxset von The Aeroplane Flies High und 2001 auf Rotten Apples, dem Greatest-Hits-Album der Smashing Pumpkins.

## Inhalt
Der Songtext stammt von Corgan, der auch die Musik, passend für seine Stimmlage in G-Dur, komponierte. 2012 erklärte Corgan in The Howard Stern Show im US-Fernsehen, der Song handle von ihm selbst und wie es ihm gelang, aus seiner Heimatstadt Chicago herauszukommen, um seinen Traum zu verwirklichen. Die Zeile And the embers never fade in your city by the lake, The place where you were born (Die Glut erlischt nie in Deiner Stadt am [Michigan-]See, der Ort, an dem Du geboren wurdest) ist ein deutlicher Hinweis auf Chicago. Die Grundaussage des Textes ist: Alles ist möglich – auch das (scheinbar) Unmögliche: The impossible is possible tonight (Das Unmögliche ist möglich heute Nacht).
Eine musikalische Besonderheit des Stückes ist eine 30-köpfige Streichergruppe des Chicago Symphony Orchestra.

## Video
Tonight, Tonight

Künstler: The Smashing Pumpkins
 Link zum Video

(Bitte Urheberrechte beachten)

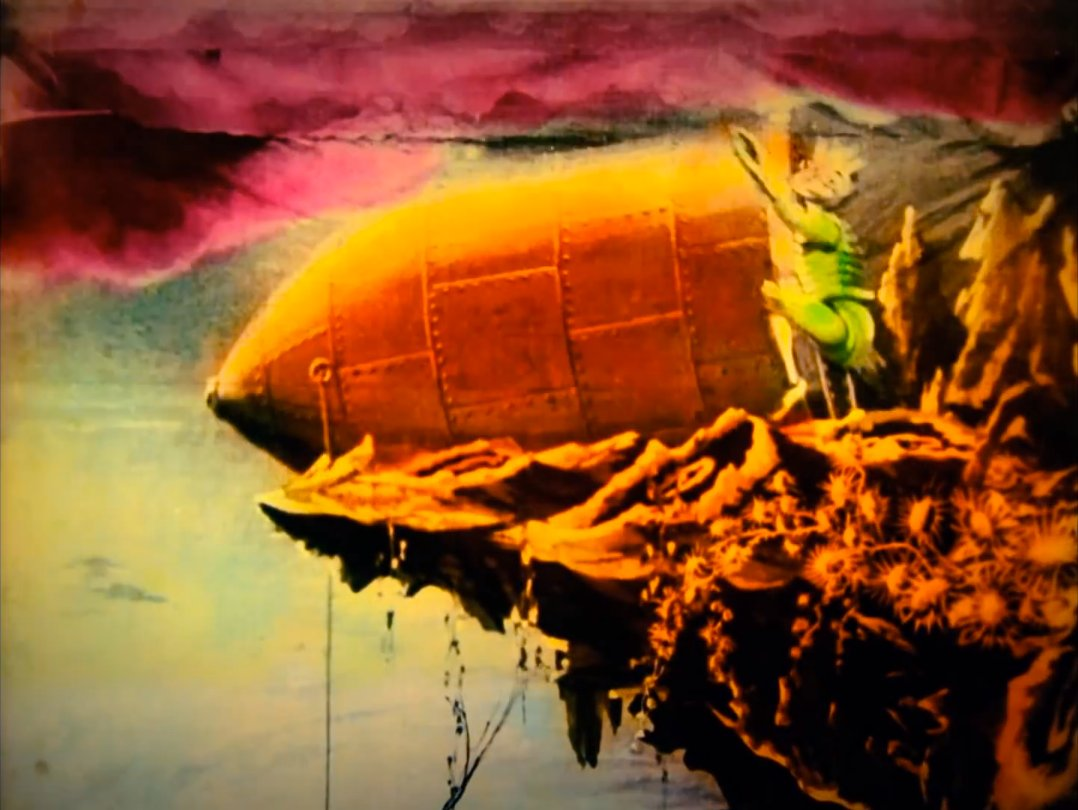
Filmzitat 1902/1995: Das Projektil, mit dem die Mondreisenden 1902 erst zum Mond reisten und anschließend wieder auf die Erde zurückkehrten, ist im Video von 1995 eine Rakete, von der allerdings unklar bleibt, wie sie eigentlich auf den Mond kam.

Das Musikvideo entstand innerhalb von drei Drehtagen im Mai 1996 und basiert auf einer Idee des Duos Jonathan Dayton und Valerie Faris, das auch Regie führte. Es ist die Steampunk-Hommage an einen der ersten Science-Fiction-Stummfilme, den 1902 von dem Franzosen Georges Méliès gedrehten Film Die Reise zum Mond. Méliès hatte damals selbst die Stop-Motion-Technik für seinen Film, der Motive aus den beiden Romanen Von der Erde zum Mond von Jules Verne und Die ersten Menschen auf dem Mond von H. G. Wells aufgriff, entwickelt.
Das Video wurde im Stil des Originals von 1902 und mit ähnlichen „Spezialeffekten“ gedreht und spielt im 19. Jahrhundert. Tom Kenny und Jill Talley sind ein junges Paar, das zusammen mit anderen Passagieren in einem dampf- und propellergetriebenen Zeppelin von der Erde zum Mond fliegt. Während die Passagiere durch Fenster im Zeppelin den Mond betrachten, sieht man, dass er ein menschliches Gesicht hat – eines von mehreren filmischen Zitaten aus Méliès’ Film. Das Paar springt von einer Rampe des Fluggefährts auf den Mond herunter und bremst seinen Fall mit Regenschirmen. Auf der Oberfläche gelandet, tauchen humanoide Mondbewohner auf, die die beiden nach kurzem Kampf gefangen nehmen. Es gelingt dem Paar aber, sich zu befreien und – ein weiteres Zitat aus dem Film von 1902 – mittels einer Rakete, die auf einer Felsklippe liegt, auf die Erde zurückzukehren. Dort versinken beide nach dem Splashdown zunächst im Meer, wo sie u. a. Poseidon, einigen Meerjungfrauen und anderen Unterwasserlebewesen begegnen, bevor sie in einer Luftblase wieder auftauchen und von dem Dampfschiff S.S. Méliès (eine weitere Hommage an Georges Méliès) gerettet werden.
Während die Geschichte des Paares erzählt wird, sind immer wieder die Bandmitglieder der Smashing Pumpkins in zeitgenössischer Kleidung zu sehen, wobei D’arcy Wretzky, James Iha und Jimmy Chamberlin ihre jeweiligen Instrumente spielen, während Billy Corgan singt.
Die Regisseure verwendeten (absichtlich aus heutiger Sicht) krude erscheinende Spezialeffekte und Kostüme aus dem späten 19. Jahrhundert. Da sich die Video-Dreharbeiten mit denen von James Camerons Monumentalfilm Titanic überschnitten, war es fast unmöglich, zeitgenössische Kostüme zu bekommen, sodass die beiden Regisseure sich behalfen, indem sie Kostüme neu schneidern ließen.

## Rezeption
Das Video wurde für zahlreiche Preise nominiert, u. a. bei den 39. Grammy Awards, wo es 1996 den Grammy Award for Best Music Video gewann. Es folgten im selben Jahr sechs MTV Video Music Awards. So wurde es Video des Jahres, Breakthrough Video, Beste Regie in einem Video, Beste Spezialeffekte in einem Video, Beste Art Direction in einem Video und Beste Kinematographie in einem Video.

## Kommerzieller Erfolg

### Chartplatzierungen
Der Song erreichte seine international höchste Platzierung in den neuseeländischen Singles Charts, wo er elf Wochen vertreten war, dabei auf Platz zwei als höchster Position. Es folgte Platz 7 im Vereinigten Königreich, 13 in Irland und 21 in Australien.
| ChartsChartplatzierungen       | Höchstplatzierung | Wochen |
| ------------------------------ | ----------------- | ------ |
| Vereinigte Staaten (Billboard) | 12 (22 Wo.)       | 22     |
| Vereinigtes Königreich (OCC)   | 16 (3 Wo.)        | 3      |

### Auszeichnungen für Musikverkäufe
| Land/Region                  | Auszeichnungen für Musikverkäufe (Land/Region, Auszeichnung, Verkäufe) | Verkäufe |
| ---------------------------- | ---------------------------------------------------------------------- | -------- |
| Neuseeland (RMNZ)            | Gold                                                                   | 5.000    |
| Vereinigtes Königreich (BPI) | Gold                                                                   | 400.000  |
| Insgesamt                    | 2× Gold ·                                                              | 405.000  |

## Coverversion
Die US-Elektro-Pop-Band Passion Pit brachte 2010 eine Coverversion des Songs heraus.